# Uropsilus
Uropsilus é um gênero mamífero da família Talpidae. É o único gênero da subfamília Uropsilinae.

## Espécies
- Uropsilus andersoni (Thomas, 1911)
- Uropsilus gracilis (Thomas, 1911)
- Uropsilus investigator (Thomas, 1922)
- Uropsilus soricipes Milne-Edwards, 1871